# Ilario Fioravanti
Ilario Fioravanti (Cesena, 25 settembre 1922 – Savignano sul Rubicone, 29 gennaio 2012) è stato uno scultore, pittore e artista italiano.

## Biografia

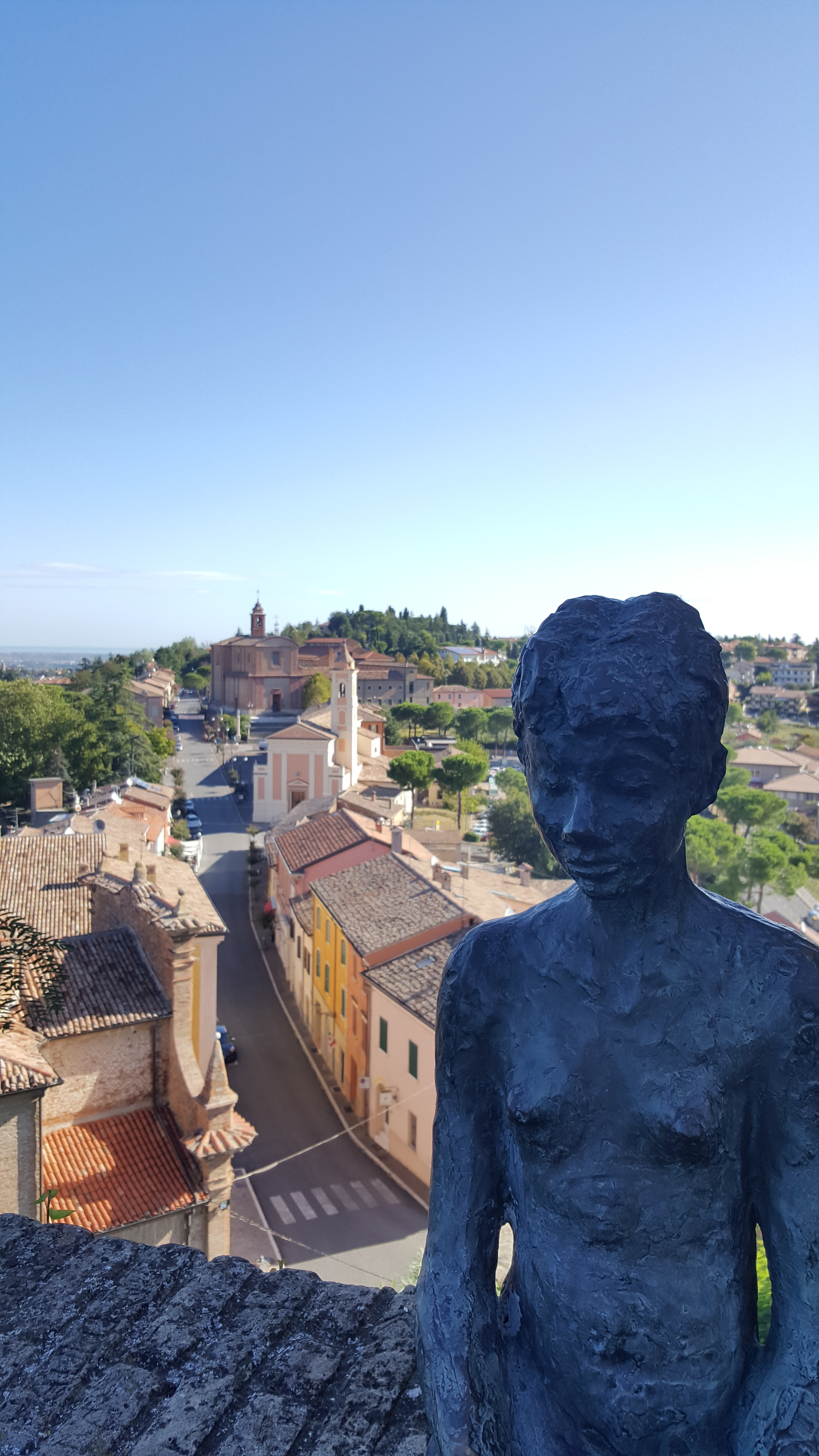
"Ragazzina sulle mura" opera di Ilario Fioravanti al Castello di Longiano

Inizia la carriera nel mondo dell'arte nel 1946, partecipando con altri artisti, tra cui il pittore Alberto Sughi, a una mostra collettiva nella sua città natale. Si laurea nel 1949 in Architettura presso l'Università degli Studi di Firenze. Come architetto realizzerà circa duecento progetti tra edifici civili, chiese, negozi, scuole e opere di design. A Cesena è nota la sua ristrutturazione di palazzo Almerici, edificio sito nell'omonima piazza, in cui si trova anche il Palazzo del Ridotto.
Negli anni sessanta si avvicina alla scultura creando una serie di ritratti. Nello stesso periodo acquista a Roncofreddo quello che diventerà nel corso degli anni il suo atelier ai piedi del Castello di Sorrivoli e che oggi ospita un museo a lui dedicato chiamato "Casa dell'Upupa" . Tra gli anni settanta-ottanta Fioravanti si appassiona alle espressioni artistiche arcaiche: studia l'arte egizia, mesoamericana, nuragica, etrusca e africana.
Nel 2000 è chiamato dal Comune di Cesena a realizzare il nuovo portale in bronzo per la Cattedrale di San Giovanni Battista e due bronzi per l'ingresso principale del cimitero urbano. 
Nel 2009 espone ventidue formelle in terracotta al Museo archeologico nazionale di Sarsina al quale sono state donate e dove sono in esposizione permanente.
Nel 2011 sono collocate due sue statue in bronzo nel nuovo cimitero urbano di Cesena e, assieme ad altri artisti dell'Emilia-Romagna, ha esposto alcune opere alla 54ª esposizione internazionale d'arte della Biennale di Venezia.
Il 29 gennaio 2012 muore nella sua casa di Savignano sul Rubicone.
Il 7 dicembre 2022 è stato emesso da parte di Poste Italiane un francobollo che ne celebra il centesimo anniversario della nascita.

### Mostre
Nel 1988 si tiene a Cesena la prima mostra personale delle sue sculture. In tale occasione Fioravanti conosce lo scrittore Giovanni Testori, il quale due anni dopo organizza una personale a Milano.

Dell'artista hanno poi scritto e curato mostre, tra gli altri, Antonio Paolucci, Andrea Emiliani, Raffaele De Grada e Vittorio Sgarbi (a Spoleto e a Potenza).
Nel 2015 viene allestita a Rimini la prima retrospettiva della sua opera plastica dopo la morte. L’esposizione si è tenuta all’interno di Castel Sismondo, prima che diventasse sede del Museo Fellini.

## Onorificenze
- 2005 - cittadino onorario di Roncofreddo
- 2008 - cittadino onorario di Savignano sul Rubicone
- 2009 - cittadino onorario di Sogliano al Rubicone